# Prins Erik af Sverige
Prins Erik af Sverige, hertug af Västmanland (Erik Gustaf Ludvig Albert; født 20. april 1889 på Stockholms Slot, død 20. september 1918 på Drottningholm Slot) var prins af Sverige og (til 1905) Norge. Han var den yngste søn af kong Gustav 5. af Sverige og dronning Victoria af Sverige. Prins Erik bar titlen hertug af Västmanland.

## Biografi
Prins Erik var lettere tilbagestående og epileptisk. Han levede et meget tilbagetrukket liv, og var næsten aldrig med ved større begivenheder. Han døde af den spanske syge. Ingen af hans forældre var ved hans dødsleje, til trods for at de havde fået at vide, at han lå for døden. Prins Eriks største interesser var musik og geografi.

## Hædersbevisninger og ordener
- Danmark: Ridder af Elefantordenen  (1912)
- Norge: Ridder af Den Norske Løve  (1904)